# 왕쥔카이
왕쥔카이(王俊凱, 1999년 9월 21일- )는 중국 충칭에서 태어난 남자 가수, 배우이다. 중국 TOP1 보이그룹 TFBOYS의 리더이자 보컬이다. 지금은 충칭 제팔고등학교에 다녔다가 졸업하고 2017년 11월 현재 베이징영화대학에 진학중이다.

## 생애 소개
2011년, 왕쥔카이는 오디션을 거쳐서 TF가족의 연습생이 되었다. 그 해 9월에 TF가족이발표한 첫 EP 《난 변하기 싫어》의 녹화에 참석했다. 예컨대 허난 방송국의 《넌 가장 끼가 있다》, 랴오닝 방송국의 《천재 어린 목소리》, 안후이 방송국의 《황금 연대》, 후난 방송국의 《위로 향해라 소년이여》 등이었다.
2012년 2월, 왕쥔카이는 인터넷으로 리메이크 작품 《죄수 새》、《나의 노랫소리 속에서》를 연속 발표했다. 그 중의 《죄수 새》가 소호、요쿠등 사이트에 추천되었다.
2013년 4월 1일, 왕쥔카이는 가족 멤버와 같이 합조해 리메이크한 노래 《당애이성왕사》로 장국영 씨의 서세 10주년을 기념했다. 동영상 조희수는 40여만이었다.
그 해 6월, 왕쥔카이는 가족 멤버와 같이 합조해 리메이크한 노래 《양파》가 원곡 가수 아신 등에게 전재되고 대만 《중천 뉴스》 《TFBS뉴스》도 잇따라 보도하였다.

## 연예 활동

### 음반 활동
2013년 8월, 왕쥔카이는 TFBOYS의 리더와 메인 보컬로 데뷔했다. TFBOYS는 2013/2014년에 속속 앨범 《Heart꿈 출발》, 《청춘 수련 수첩》, 싱글 《마법 성보》 등 발표했다.
2014년 6월 27일, 왕쥔카이는 초청을 받아들여 《슈퍼 소다인》시즌4 개봉식에 참가했다. 9월 21일, 왕쥔카이는 15세 생일날에 웨이보에서 리메이크한 유여잉의 《계속-15세의 자신에게》를 올렸다. 그 웨이보는 2015년 6월 22일에 기네스 세계 기록에서 “가장 많이 리트윗한 웨이보”라는 인정을 받았다.
2015년 1월 31일, 왕쥔카이는 충칭 제팔고등학교 교직원 신춘을 영접하는 문예 공연에서 교사와 학생들께 《청춘 수련 수첩》과 《만성 화개》를 불렀다. 2월, 왕쥔카이는 2014년 스타 권리 차트 대륙 최우수 남자 가수상을 수상했다. 3월과 4월, TFBOYS는 싱글 《총애》 《연서유》와 《양young》을 발표했다. 4월 13일, 왕쥔카이는 2015년 음악 풍운 차트 연도 수상식에서 《계속-15세의 자신에게》를 불렀다. 5월, 왕쥔카이는 TFBOYS의 싱글 《양YOUNG》을 리메이크해서 새벽TOP 음악체트에서 1위를 받았다. 8월 15일, TFBOYS는 베이징에서 데뷔 2주년 팬미팅“TFBOYS Fan’s Time”을 거행했다. 왕쥔카이는 팬들에게 《양광 재남》 《말하지마》등 노래를 불렀다. 9월 19일, 왕쥔카이는 고향 충칭에서 16세 생일 팬미팅을 거행했다. 생일 팬미팅에서 《모델》 《난 여름을 원해》를 불렀고 솔로 댄스퍼포먼스도 선보였다. 12월, 팀의 3집《대몽상가》는 대만에서 정식 발행했다. 2015년 말, 왕쥔카이는 2015년 연도 스타 권리 차트 대륙 최우수 남자 가수상을 연속 누렸다.
2016년 1월 3일, 충칭 제팔고등학교 새해 음악회에서 왕쥔카이는 등장하고 노래 《총애》 《양YOUNG》을 불렀다. 2월 7일, TFBOYS는 중앙방송국의 설맞이 페스티벌에 참석하며 가무극《행복하게 성장해》를 선보였다. 5월 4일, 왕쥔카이는 초청을 받아들여 우수 청년의 대표로서 중앙방송국의 “2016 오월의 꽃” 주몽청춘 5·4청년절 야회를 참가하며 격려 노래 《소년설》을 불렀다.

### 영상과 방송
2015년 3월, 왕쥔카이는 장이머우 감독님이 감독하신 《만리장성》에 동참했고, 송나라 시대에 황제의 역을 맡았다. 또 7월 2일에는 《만리장성》 영화발표회에 참석했다. 장이머우 감독님은 왕쥔카이가 똑똑하고 연기에 재능이 있다고 현장에서 평가하셨다. 6월 22일, 왕쥔카이는 《오락대패당》 프로그램에서 나오고, 기네스 세계 기록원이 수여한 “가장 많이 리트윗한 웨이보"라는 증명서를 받았다. 그 다음에, 왕쥔카이는 드라마 《소별리》에서 이상 선배 역으로 객연 출연하였다. 같은 해 9월, 왕쥔카이는 소설 《주선》에 개편된 드라마 《청운지》에서 소년 임경우의 역을 맡았다. 11월, 왕쥔카이는 야외 예능 프로그램 《전원가속중》 녹화에 참가하고 두번 연속 우승을 했다.
2016년 3월, 인터넷 드라마 《초소년암호》가 샤먼에서 정식적으로 촬영을 시작했다. 왕쥔카이는 남자 주인공 하성안의 역을 맡았다.

## 사회 활동

### 개인 활동
2014년 9월, 왕쥔카이는 웨이보의 “같이 이롭다” 활동 중에 81,990,969의 권모 영향력으로 미니 공익 스타 모범 1위를 받았다.
2015년 5월 4일, 왕쥔카이는 공산주의 청년단의 초청을 받고 충칭 우수 청년 대표로서 인민대회당에서 “5·4우수 청년 좌담회"에 참석하고 중앙방송국의 《뉴스연합 방송》에서도 방송되었다. 7월 23일, 왕쥔카이는 충칭 제팔고등학교 학생회 부주석으로서 인민대회당에서 “전국학생 연합합회 제26번 대표 대회"에 참석했다. 중앙방송국의 《뉴스연합 방송》에서도 이번 회의를 보도했다. 회의가 끝난 후 왕쥔카이는 웨이보에서 학생 연합 합희의 역사 보급문을 리트윗하고 회의 정신을 관철시켰다.
2016년 3월 3일, 공산주의 청년단 중앙부는 중국 녹색화 재단, 웨이보 캠퍼스와 함께 제6회 전국 대학생 녹색식물 입양 활동을 주최했다. 왕쥔카이는 녹색 대사로서 녹색 캠퍼스를 건설하기를 홍보했다.

### 그룹 활동
2014년 6월, 왕쥔카이와 TFBOYS의 다른 두 멤버들은 중국 인구 북지 재단, 시나 미니 공익과 함께 웨이보에서 “#TFBOYS와 같이 이롭다# 구개 파열 입술인 어린이들이 미소를 짓게 하자" 공익활동을 발기했다. 8월 3일, TFBOYS는 베이징에서 “행복한 미소" 공익활동 겸 데뷔 1주년 팬미팅에 참석했다. 8월 15일, 텐진 탕구 폭발 사건으로 조난 동포에게 30만 위안을 기부하며 데뷔 2주년 팬미팅의 입장료 수입의 일부를 항전 노병들의 “영광을 다시 입다” 공익항목에게 기부했다. 8월 20일, 장쯔이에서 아이스 버킷 첼린지를 응했다. 왕쥔카이는 웨이보에서 "TFBOYS의 도전을 통해 여러분이 루게릭병에 걸린 사람들을 믾이 도와주면 좋겠다. 그들은 우리의 관심과 도움이 필요하다.” 라고 말했다. 10월 17일, 망고 V기금 “해몽계획"의 “해몽대사"를 맡게 되었다. 11월 26일, 중앙방송국의 공익 프로그램 《몽상성콤비》 시즌2에 출연하고, 이번 시즌의 두번째 공익 응원 대사가 되었다.
2015년 1월 14일, TFBOYS가 “2014웨이보의 밤" 수상식에 참석하고, “2014웨이보의 밤" 연도 공익 공로상을 받았다. 8월 14일, 홍보 대사로서 공산주의 청년단 중앙이 발기한 “햇빛 댓글" 활동 개동의식에 참석하며 햇빛 선언을 읽었다. 8월 21일, 중앙방송국의 중국 인민 항일 전쟁 겸 세계 반 파시스트 전쟁의 승리 70주년을 경축한 대형 공익 프로그램 《개학 첫 수업》에 출연하며 선언을 낭독하며 영웅들에게 경례를 보냈다. 9월 16일, “MusicRadio 난 학교 다니고 싶다" 공익항목의 주제곡 《Love With You》를 불렀다. 9월 23일, “2015 Bazzar 스타 자선의 밤”에 참석하며 “사랑을 위해 가속하자" 활동을 도와서 시원·바짤 빔곤현(향) 구급차 공익항목을 위해 417만 위안을 모급했다. 11월 3일, 충칭시 공안 소방 본대 공익 대변인이 되었다. 11월 30일, TFBOYS는 텐센트QQ가 QQ공간, 중국 구빈 기금, 텐센트 공익과 연합 발기된 “QQ 레드머플러 계획" 공익 발표회에 참석하며 외지고 가난한 지역에 사는 청소년들을 위한 겨울철 따뜻한 옷을 만들었다.

## 인터넷 영향
왕쥔카이는 데뷔 때부터 인터넷을 통하여 많은 인기를 모았다.
2014년 5월, 왕쥔카이는 웨이보에서 고등학교입시 준비를 하고 있다고 한 내용을 발표했다. 팬들은 댓글에서 시험과 관련된 중점을 정리해 주었다. 매체들은 이 웨이보가 “중화 문제뱅크"라고 했다.
2015년 5월 20일, 왕쥔카이는 139만의 투표수로 동슨뉴스운이 발기된 “양안 남신 차트"에서 “2015양안 남신 차트 완벽남신"과 “연도 인기대상" 두가지 상을 받았다. 6월 22일, 기네스 세계 기록은 2015년 6월 19일 오후 12시까지 왕쥔카이가 2014년 9월 21일에서 발표한 한 웨이보 글은 42,776,438개의 리트윗에 이르고 기네스 세계 기록에서 “가장 많은 리트윗을 받은 웨이보”라고 공식적으로 선포했다. 2015년 11월, 왕쥔카이는 네티즌들이 선정한 “중국 90년생 영향력 인물 탑10”에서 수석을 차지했다. 12월 초, 바이두가 발기한 “비등점 인기 차트" 에서, 왕쥔카이는 33,947,102표로 수석을 차지하며 “인기킹”이라는 칭호를 받았다. 12월 16일, 왕쥔카이는 세계 인터넷 대회가 공개된 “2015 중국 인터넷 영향력 인물 탑10”에서 10위를 차지하였다. 12월 24일, 《삼련생활주간》과 연합하여 바이두 뉴스실험실과 함께 공개된 “2015 국민 빅 데이터 보고서"에서, 왕쥔카이는 “가장 주목받은 남스타 탑10”에 입선되었다.

## 음악 작품

### 그룹 작품

#### 그룹 싱글
| #   | 발행 시간      | 노래 명                          | 곡목                                                                  |
| --- | -------------- | -------------------------------- | --------------------------------------------------------------------- |
| 1st | 2014년 6월     | 《마법성보》                     | CD 1.마법성보 2.마법성보（반주） DVD 1.마법성보MV 2.마법성보MV 메이킹 |
| 2nd | 2014년 8월 6일 | 《꿈을 위해 시각 준비하고 있다》 | CD 꿈을 위해 시각 준비하고 있다 DVD 꿈을 위해 시각 준비하고 있다MV    |
| 3rd | 2016년 1월 1일 | 《덜 완벽한 아이》               | 덜 완벽한 아이                                                        |
| 4th | 2016년 2월     | 《진심은 위험해》                | 진심은 위험해                                                         |

#### 미니 앨범
| #   | 발행 시간        | 앨범               | 곡목                                                    |
| --- | ---------------- | ------------------ | ------------------------------------------------------- |
| 1st | 2013년 10월 18일 | 《Heart 꿈.출발 》 | 1. Heart 2.애 출발 3.꿈의 날개 발쳐                     |
| 2nd | 2014년 10월 17일 | 《청춘수련수첩》   | 1.청춘수련수첩 2.행운부호 3.쾌락환도 4.신앙지명         |
| 3rd | 2015년 12월 29일 | 《대 몽상가》      | 1.대 몽상가 2.총애 3.양（YOUNG） 4.남은 한여름 5.소년설 |

#### 기타 노래
| #   | 발행 시간       | 앨범                                             | 곡목                                            |
| --- | --------------- | ------------------------------------------------ | ----------------------------------------------- |
| 1st | 2014년 7월 10일 | 영화 《락극왕국3: 성용의 수호》 OST              | 마법성보 (미니 앨범 《마법성보》에 수록됨)      |
| 2nd | 2014년 7월 25일 | 영화 《난 나야》 OST                             | 노래부르려면 불러라                             |
| 3rd | 2014년 8월 27일 | CCTV1 프로그램 《개학제일과》 OST                | 제1과                                           |
| 4th | 2015년 4월 14일 | 애니메이션 《몽환서유2》 OST                     | 연서유                                          |
| 5th | 2015년 9월 16일 | 공익프로젝트 “MusicRadio학교 다니고 싶다” 주제곡 | Love With You (미니 앨범 《대몽상가》에 수록됨) |
| 6th | 2016년 5월 20일 | 광고 ”세이프가드” 주제곡                         | 수호자                                          |

#### 합창곡
| #   | 발행 시간   | 합창 가수 | 앨범                 | 곡목                     |
| 1st | 2015년 12월 | 우천      | 강사부CF 주제곡      | 몽상천등                 |
| 2nd | 2016년 6월  | 한경      | 중국 소년선봉대 대가 | 우리는 공산주의 후계자다 |

### 개인 작품

#### 주창 미니 앨범
| #   | 발행 시간      | 앨범                               | 곡목                                                |
| --- | -------------- | ---------------------------------- | --------------------------------------------------- |
| 1st | 2011년 9월 6일 | 《나는 변하고 싶지 않아》 (TF가족) | 1.나는 변하고 싶지 않아 2.우린 함께 있었다 3.시광기 |

#### 리메이크 노래
| 2011년 - 청명우상 (1월 27일) - 애야애야 (3월 5일) - 왜 안돼 (3월 26일) - 마지막의 페이지 (3월) - 날개를 달고 있는 소년 (4월 16일) - 세계는 하나로 합칠 때까지 (4월 18일) - 하일개천량 (4월 23일) - 성공물어 (7월) - 도향 (7월) | 2012년 - 그 꽃들 (2월 2일) - 행복해지고 싶다 (2월 3일) - 죄수 새 (2월 8일) - Rolling in the Deep (3월 30일) - Make You Feel My Love (6월 1일) - 최초의 꿈 (6월 1일) - 미래의 나에게 (7월 9일) - 한 명은 여름 같고 한 명은 가을 같아 (7월 15일) - 곡사 (7월 15일) - 소수랍다수 (8월 3일) - 저양애료/이렇게 사랑했다 (8월 14일) - 우린 함께 있었다 (8월 23일) - 내 노래 속에 (9월 8일) - 역광 (9월 21일) - 작은 연가 (10월 13일) - 하이가 (10월 20일) - 니가 아니여서 아쉬워 (11월 3일) - 내 노래 속에 (11월 8일) - 니가 없다면 (11월 25일) - 개구리도 왕자로 변신할 수 있다 (12월 4일) - 인질 (12월 13일) - 눈사람 (12월 24일) | 2013년 - 도착할 수 없다 (2월 5일) - 당애이성왕사/사랑은 이미 옛 일이 되었다 (4월 1일) - 양파 (5월 31일) - 미스 동 (11월 8일) - 눈사람 (12월 24일) | 2014년 - 세계종말 (1월 24일) - 나랑 함께 일출을 보자 (2월 28일) - 안정 (3월 14일) - 칠리향 (3월 28일) - 안녕 (4월 30일) - 포공영적약정/민들레의 약속 (5월 20일) - 홍진객잔 (6월 20일) - 지소한유니/적어도 네가 있잖아 (6월 27일) - 박수소리 터졌다 (7월 4일) - 계속-15세의 자신에게 (9월 21일) - 약속했던 행복은 어딨어 (10월 17일) - 만성화개/온 성에 꽃이 핀다 (11월 14일) - 붉은 장미 (12월 19일) - 사랑을 공양함 (12월 19일) - 눈사람 (12월 19일) - 박수소리 터졌다 (12월 26일) | 2015년 - 안정 (기타 병창) (3월 16일) - 말하지 마 (4월 12일) - 영광 (5월 3일) - 양 YOUNG (6월 1일) - 내일 안녕 (6월 16일) - 말하지 마 (8월 15일) - 양광택남 (8월 15일) - 여름을 원해 (9월 19일) - 모델 (9월 19일) | 2016년 - 소년설 (5월 4일) |

## 영상 작품

### 영화
| 연도   | 영화                  | 감독                         | 역할        | 비고              |
| ------ | --------------------- | ---------------------------- | ----------- | ----------------- |
| 2015년 | 플레쉬Pound of Flesh  | 아니 바바리쉬                | 가수        | 객연 출연         |
| 2015년 | 노포아                | 관호                         | 기원자      | 객연 출연         |
| 2016년 | 나는 너의TF Phone이다 | V낯사장작업실／텐센트 캐스트 | 만화 집돌이 | OPPO 마이크로필름 |
| 2017년 | 장성 The Great Wall   | 장이머우                     | 송인종      | 소년 시절         |

### 드라마
| 방송 시작 시간 | 드라마     | 첫 방송 사이트 / 방송곡                  | 감독   | 역할   |
| -------------- | ---------- | ---------------------------------------- | ------ | ------ |
| 2016년         | 소별리     | 8월 저장 위성 텔레비전 / 베이징 텔레비전 | 임옥분 | 이상   |
| 2016년         | 초소년암호 | 7월 LeTV                                 | 주분분 | 하상안 |
| 2016년         | 청운지     | 7월 후난위성텔레비전                     | 왕준   | 임경우 |

### 방송
| 2013년 - TF소년GO 시즌1 (13년 11월-14년 8월, TF가족) | 2014년 - 해피 캠핑 (5월 31일, 후남 방송국) - “우리 다 함께” 준 결승전 (8월 9일, 동방 방송국) - “우리 다 함께” 결승전 (8월 16일, 동방 방송국) - 개학제일과 (9월 2일, 중앙 방송국) - 추석야회 (9월 8일, 후남 방송국) - 추석야회 (9월 8일, 중앙 방송국) - 연대쇼 (9월 13일, 선전 방송국) - TFBOYS우상수기 (9월-11월, TF가족) - TF소년GO 시즌2 (10월-12월, TF가족) - 몽상성탑당(12월 26일, 중앙 방송국) - 천천향상(12월 26일, 후남 방송국) | 2015년 - 씬렌씬 예술단 공연 (1월 10일, 중앙 방송국) - “함께 있어 행복해”소년야 (2월 11일, 후남 방송국) - 풍광적맥길 (2월 14일, 후남 방송국) - 춘절연환야회 (2월 19일, 베이징 방송국) - 새해칠일락 (2월 23일, 중앙 방송국) - TF소년GO 시즌3 (3월-5월, TF가족) - 해피 캠핑 (4월 4일, 후남 방송국) - 6.1어린이날 야회 (5월 31일, 중앙 방송국) - 오락백분백 (7월 22일, 대만 팔대종합 방송국) - 강희 왔다 (7월 27일, 대만 중천종합 방송국) - 아이돌 왔다 (8월 22일, 후남 방송국) - 개학제일과 (9월 4일, 중앙 방송국) - 도전불가능 (9월 6일, 중앙 방송국) - 추석야회 (9월 27일, 후남 방송국) - 추석야회 (9월 28일, 중앙 방송국) - 빼빼로 데이 야회 (11월 10일, 후남 방송국) - 전원가속중 (15년 11월-16년 1월, 후남 방송국) - 풍광적맥길 (11월 14일, 후남 방송국) - 가유소당가 제3편 (11월 29일, 장쑤 방송국) - 가유소당가 제4편 (12월 6일, 장쑤 방송국) - 해넘이 콘서트 (12월 31일, 후남 방송국) | 2016년 - 최강대뇌 (1월 29일, 장쑤 방송국) - 춘절연환야회 (2월 7일, 중앙 방송국) - 일년우일년 (2월 7일, 중앙 방송국) - 원소희락회 (2월 22일, 후남 방송국) - 왕패대왕패 (3월 11일, 저장 방송국) - “5월의 꽃”청년절 야회 (5월 4일, 중앙 방송국) |

## 명예와 수상

### 개인 명예
- "가장 많이 리트윗한 웨이보”, 기네스 세계 기록 (2015)
- 2015 중국 영향력 인물 탑10, 세계인터넷 컨페러스 (2015)

### 개인 수상
- 대륙 최고 인기상, 스타 권력 차트 (2014, 2015)
- 연도 인기대상 1위, 양안 남신 차트 (2015)
- 완벽남신 1위, 양안 남신 차트 (2015)
- 인기 차트 1위, 바이두 비등점 (2015)
- 중국 90년생 영향력 탑10 1위, 제2회 세계 인터넷 컨페러스 (2015)

- 연도 가장 주목받은 남스타타 7위, 국민표현 빅데이터보고 (2015)

### 그룹 수상
- 음락생방송 인기 가수 수상, 음락V방 연도성전 (2014)
- 중국 대륙 인기 가장 많은 가수 수상, 음락V방 연도성전 (2014)
- 가장 인기있는 그룹 수상, QQ음악 연도성전 (2014)
- 최고 인기 그룹 수상, QQ음악 연도성전 (2014)
- 웨이보 연도 공익공헌상 수상, 시나 웨이보의 밤 (2014)
- 연도 풍운 그룹 수상, 동방풍운방 음악성전 (2015)
- 최적 그룹 수상, 동방풍운방 음악성전 (2015)
- 음락생방송 인기 가수 수상, 음락V방 연도성전 (2015)
- 중국 대륙 최고 인기 가수 수상, 음락V방 연도성전 (2015)
- 중국 대륙 연도 풍향 연예인 수상, 음락V방 연도성전 (2015)
- 연도 최고 인기 구룹 수상, 음악 풍운방 연도 성전 (2015)
- 연도 최고 인기 노래 수상 《청춘수련수첩》, 음악 풍운방 연도 성전 (2015)
- 최고 인기 그룹 수상, 위치 2015 아이치이의 밤 (2015)
- 연도 인기 가요 수상 《청춘수련수첩》, 위치 2015 아이치이의 밤 (2015)
- 최고 인기 중화권 그룹 수상, QQ음악 절정성전 (2016)
- 절정방 지존 나눈상, QQ음악 절정성전 (2016)
- 중국 대륙 최고 인기 수상, 음악 풍운방 연도성전 (2016)
- 중국 대륙 최적 그룹 수상, 음락V방 연도성전 (2016)

## 광고
그룹 CF는 2014년에 부부고 가정교사기, 인터넷 게임 열력 경기, 아극식품, 성찬블록 등이 있다. 2015년에는 환타, 몽뉴 요구르트, 강사부 라면, 360폰조수 등이 있다. 2016년에는 스니커즈, OPPO 핸드폰, 고덕지도APP, 세이프가드, 핸드폰APP 아범제 등이 있다.